# Prionogonus divergens
Prionogonus divergens är en mångfotingart som först beskrevs av Chamberlin 1939.  Prionogonus divergens ingår i släktet Prionogonus och familjen Xystodesmidae. Inga underarter finns listade i Catalogue of Life.